# ОШ „Посавски партизани” Обреновац
Основна школа „Посавски партизани” је једна од обреновачких основних школа која се налази у насељу Дудови, Београд. Име носи по Посавском партизанском одреду, формираном 1941. године у циљу борбе против фашизма током Другог светског рата. 

## Историјат
Школска зграда је грађена 1967. и 1968. године, а као прва школска година у њој забележена је 1968/69. година. Имала је дванаест учионица, кабинете за физику и биологију, радионицу за наставу општетехничког образовања, продужени боравак, једну просторију за библиотеку са читаоницом и фискултурну салу.
Са издвојеним одељењем у суседном насељу, Забрежју, школа је првобитно имала 965 ученика, распоређених у 29 редовних и једном специјалном одељењу и радила је у две смене.

## О школи
Основна школа „Посавски партизани“ налази се у Обреновцу, једној од седамнаест градских општина града Београда. Ученике ове школе често кратко и једноставно људи зову – „Посавци“.
Поред матичне школе, постоји и издвојено одељење за млађе разреде у селу Забрежју. У школи је организован продужени боравак за ученике првог и другог разреда. Колектив чине 64 наставника, библиотекар, педагог и психолог. Школу похађа 845 ученика, распоређених у 32 одељења.
У околини школе налази се обданиште, Спортско-културни центар, Техничка школа, Градска библиотека, Соколски дом, парк, Сава итд. Школа је у близини термоелектране па се окружење установе може сматрати еколошки мање повољном.